# Spalato Bellerè
Spalato Bellerè (Napoli, 3 maggio 1938 – Napoli, 21 aprile 1998) è stato un politico italiano.

## Biografia
Spalato Bellerè apparteneva ad una famiglia borghese di origini siciliane di Briga Marina, in provincia di Messina.

### Attività scientifica
Laureatosi in medicina e specializzato in cardiologia, medicina interna e medicina dello sport, fu Assistente presso l'Istituto di Patologia Medica dell'Università di Napoli. Fece parte della Federazione medici sportivi italiani al cui interno rivestì diversi incarichi; fu medico sportivo della squadra di calcio dell'Internapoli ai tempi di Wilson, Giorgio Chinaglia, Martella, Di Marzio ed altri grandi.

### Attività militare
Fino al 1972 fu Ufficiale medico della Guardia di Finanza prestando servizio presso la scuola nautica di Gaeta dove, in qualità di dirigente sanitario, aveva anche il compito di visitare nel carcere di Gaeta il detenuto Kappler, ex ufficiale delle SS.
Dal 1972 al 1985 fu dirigente del servizio sanitario della Legione Carabinieri di Napoli. Con il grado di colonnello medico, prima della nomina a Generale nel 1985 lascia la Legione dei Carabinieri per candidarsi al Consiglio Regionale della Campania nel MSI - destra nazionale. 

### Attività politica
Fu eletto Consigliere Regionale nel 1985 con oltre ventimila voti di preferenza, e si collocò subito dopo il capolista Silvio Vitale.
Nella tornata elettorale regionale del 1990, superò per un pugno di voti il capolista del MSI Silvio Vitale (due soli seggi a Napoli) e diventò così Presidente del gruppo missino in Consiglio regionale. Proprio in quegli anni fu artefice di una grande opposizione in Consiglio regionale caratterizzata da numerose denunce (fustelle false, sangue infetto, comparaggio) che portarono all'arresto di personaggi eccellenti come l'ex ministro De Lorenzo.
Ha ricoperto anche le cariche di Consigliere Comunale di Santa Maria la Carità nel 1985, nel 1987 di Torre del Greco e nel 1992 di Casoria dopo essere stato candidato a sindaco. All'inizio della sua carriera politica aderì alla corrente "Destra 80" che ebbe come leader una delle figure storiche del fascismo repubblichino, Pino Romualdi.
Sin dal 1985 fu membro della Direzione Nazionale e del Comitato Centrale del MSI, successivamente a Fiuggi fu Componente dell'Assemblea Nazionale di AN, cooptato da Fini.
Nel 1994 viene eletto deputato al parlamento europeo per Alleanza Nazionale con oltre 45.000 voti, nella circoscrizione Sud. Presidente della commissione Trasporti di Bruxelles, fu il relatore di importanti modifiche al codice della strada in materia di autoveicoli, come l'istituzione della revisione obbligatoria delle autovetture (bollino blu), si batté inoltre per il mantenimento dell'ora legale fortemente osteggiata dalla Francia e dalla Germania fornitori di energia elettrica al nostro paese. Restò deputato fino alla morte nel 1998.
La vita di Spalato Bellerè è stata caratterizzata dall'impegno in campo medico, militare, politico e letterario. Ha scritto alcuni libri di poesie ricevendo riconoscimenti nazionali ed internazionali. Ha creato il premio di lirica "Caruso De Lucia" collaborando con noti artisti campani come Nunzio Gallo ed il tenore Nunzio Todisco scrivendo alcune canzoni contenute in due diversi album musicali.

### L'incidente del luglio 1974
A Grosseto nel luglio 1974 Spalato Bellerè è vittima di un gravissimo incidente autostradale. Nell'incidente perderà la vita la moglie Elvira De Gregorio mentre il primogenito Giovanni resterà gravemente ferito. Il secondogenito Fabio quella sera non era in auto. Spalato Bellerè per circa 6 mesi resterà in bilico tra la vita e la morte. Il dramma segnerà per sempre la sua vita e le seconde nozze con Emilia Jannelli e la nascita della figlia Ilaria solo in parte colmeranno la ferita.